# Antonio Vivaldi
Antonio Lucio Vivaldi (Venetië, 4 maart 1678 – Wenen, 28 juli 1741) was een Italiaans violist, priester en componist. Hij is vooral bekend van Le Quattro Stagioni (De vier jaargetijden), een cyclus van vier vioolconcerten, maar heeft meer dan 700 composities op zijn naam staan, in vele instrumentale en vocale genres.

## Biografie
Vivaldi werd geboren in Venetië en kreeg onmiddellijk een nooddoop door de vroedvrouw omdat hij in levensgevaar was. Mogelijk hield dit verband met een aardbeving die dag. Ruim twee maanden later, op 6 mei, volgde zijn kerkelijke doop in de San Giovanni in Bragora, en in één moeite door een duiveluitdrijving. Zijn vader was Giovanni Battista (Giambattista) Vivaldi, geboren in Brescia tussen 1655 en 1657 en aanvankelijk kapper van beroep. Zijn moeder was de kleermakersdochter Camilla Calicchio, gehuwd met Giambattista op 11 juni 1676. In de doopakte van Antonio staat als beroep van zijn vader sonador (muzikant) vermeld, en van 1685 tot 1729 was die in dienst bij het orkest van de San Marco, aanvankelijk als violist. Antonio was de oudste van minstens 8 kinderen en de enige die muzikant werd.
Over zijn muzikale opleiding is niet veel bekend. Vader Giambattista leerde Antonio vioolspelen en bezorgde hem op jonge leeftijd een baan bij het orkest waar hij zelf werkte. Rond dezelfde tijd leerde Vivaldi orgel, waarschijnlijk van Giovanni Legrenzi.
Vivaldi volgde de priesteropleiding aan de scuole sestierali van de parochies San Giovanni in Oleo en San Geminiano. Hij onderging de tonsuur op 18 september 1693 en ontving de priesterwijding op 23 maart 1703. Hij kreeg al snel de bijnaam Il Prete Rosso ("de rode priester"), vermoedelijk vanwege zijn rode haar. Vanaf 1704 hoefde hij niet meer deel te nemen aan de heilige mis in verband met zijn slechte gezondheid: hij leed aan astma. Maar volgens sommigen mocht hij de mis niet meer opdragen omdat, als hij inspiratie kreeg voor een nieuw muziekstuk, hij dat gewoon ging opschrijven tijdens de mis.
Vivaldi werd violist in een meisjesweeshuis in Venetië, het Pio Ospedale della pietà. De musicerende wezen stegen snel in aanzien, ook in het buitenland. Omdat meisjes eigenlijk geen muziek mochten spelen, gaven zij concerten van achter een doek. Voor hen schreef Vivaldi de meeste van zijn concerten, cantates en gewijde muziek.
In 1705 werd de eerste verzameling (raccolta) van zijn werk gepubliceerd en er zouden er nog vele volgen.
Als hij niet op een van zijn vele reizen was, vervulde Vivaldi verschillende taken in het weeshuis. In 1713 kreeg hij de verantwoordelijkheid voor alle muzikale activiteiten in het instituut.
Vanaf 1718 reisde Vivaldi veelvuldig. Van 1718 tot 1720 verbleef hij als kapelmeester aan het hof van de gouverneur van Mantua, prins Filips van Hesse-Darmstadt. In de periode 1715-1720 verbleef hij tijdens het carnavalseizoen (traditioneel het operaseizoen) in diverse Italiaanse steden, waaronder minstens twee keer in Rome. Op het einde van de jaren 1720 kwam hij in contact met de Oostenrijkse keizer Karel VI en hij bezocht op een bepaald moment ook Wenen. In 1730 reisde hij naar Praag, maar het is onzeker of hij daar lang gebleven is. Tussen 1737 en 1739 probeerde hij tevergeefs een opera te laten uitvoeren in Ferrara. In 1740 vertrok de 62-jarige Vivaldi op reis naar Wenen, misschien op uitnodiging van Karel VI, maar misschien ook omdat zijn mogelijkheden in Venetië uitgeput raakten. Hij was in Wenen ten laatste op 28 juni 1741 en overleed een maand later aan een inwendige ontsteking. Hij woonde toen in het huis van de weduwe van een zadelmaker met de naam Waller of Wahler. Vivaldi was op dat moment niet rijk en kreeg een uiterst bescheiden begrafenis.

## Werken
Vivaldi was een zeer productieve componist.  Zijn werk omvat onder andere:
- meer dan 500 concerten (waarvan 223 voor viool en 27 voor cello en 39 voor fagot);
- 46 opera's;
- 14 sinfonia's voor strijkers;
- 73 sonates;
- kamermuziek;
- gewijde muziek (het oratorio Juditha Triumphans, geschreven voor de Pietà, twee Gloria's, een Stabat Mater, de psalmen Nisi Dominus en Beatus Vir, het Magnificat, Dixit Dominus en andere);
- zijn beroemdste werk is Le Quattro Stagioni (De vier jaargetijden).

Weinig bekend is het feit dat het grootste deel van zijn werk in de eerste helft van de twintigste eeuw werd herontdekt, maar pas in de tweede helft uitgegeven.
Sommige fluitsonates, zoals Il Pastor Fido, worden ten onrechte wel aan hem toegeschreven in plaats van aan Nicolas Chedeville.
Tijdens zijn leven werden er al verschillende werken gepubliceerd. Zij kregen allen een opusnummer (van opus 1 tot opus 13). In de 20ste eeuw werden er verschillende pogingen ondernomen om een volledige catalogus van zijn werk op te stellen. De volledigste catalogus is die van Peter Ryom, genaamd de Ryom-Verzeichnis, gepubliceerd in 1973. De afkorting RV met nummer wordt meestal gebruikt om een werk te identificeren.

## Invloed en receptiegeschiedenis
Vivaldi's muziek is vernieuwend. Zijn composities waren helder, met harmonische contrasten, en Vivaldi slaagde er vaak in vernieuwende melodieën en thema's te bedenken. Van belang is ook dat zijn muziek bedoeld was om ook de massa aan te spreken, in plaats van alleen de intellectuele elite.
Het vrolijke karakter van zijn muziek weerspiegelt Vivaldi's eigen plezier in het componeren, en is een belangrijke reden voor de enorme populariteit van zijn werk. Vivaldi werd hierdoor ook snel beroemd in Frankrijk, een land dat toentertijd muzikaal gesproken erg opgesloten zat in bestaande structuren. 
Hij wordt wel beschouwd als een van de componisten die ervoor zorgde dat de Barokmuziek een impressionistische stijl kon ontwikkelen. Daarmee wordt hij soms gezien als voorloper van de componisten van de Romantiek.
Johann Sebastian Bach werd sterk beïnvloed door de concerten van Vivaldi. Waarschijnlijk in Weimar kort na 1708 en ten laatste in 1717 schreef Bach transcripties van enkele Vivaldiconcerten naar toetsinstrumenten. Johann Nikolaus Forkel, die twee zonen van Bach persoonlijk had gekend, schreef in 1802 dat die oefening cruciaal was in het muzikaal leren denken van Bach. Die opinie is door anderen, zoals Julius Rühlmann in 1867, betwist, maar werd wel geformuleerd in een onverdachte periode toen noch Bach, noch Vivaldi een grote faam genoten. Albert Schweitzer hield er grotendeels dezelfde mening op na als Forkel toen hij in 1905 schreef:
In Weimar onthulden de sonatas en de concertos van de Italianen voor hem wat de Buxtehudes en de Böhms hem niet hadden kunnen leren, omdat ze het zelf niet kenden: muzikale architectuur.
In latere tijden waren niet alle componisten even enthousiast: Igor Stravinsky zei chargerend dat Vivaldi niet honderden concerten had geschreven, maar slechts honderden variaties op één en hetzelfde concert.
Vivaldi was een populaire componist en uitvoerder in zijn eigen tijd. Tijdens de tweede helft van de 18de eeuw werden nog enkele afzonderlijke werken van hem uitgevoerd, maar vanaf 1775 genoot hij minder en minder belangstelling. In de 19de eeuw benadrukten Duitse musicologen zijn invloed op Johann Sebastian Bach of Joseph Haydn, soms vergezeld van een vergelijking die ongunstig uitviel voor Vivaldi. Rond 1860 kwam een belangrijke collectie manuscripten aan het licht in een muziekarchief van de Dresdener Hofkirche. Pas vanaf de jaren 1920 groeide een nieuwe belangstelling voor "oude muziek". Bovendien werd in de nalatenschap van de in 1922 overleden Italiaanse markies Durazzo een uitgebreide collectie manuscripten ontdekt, die de Nationale Bibliotheek van Turijn in 1930 verwierf. Vanaf een "vivaldiweek" aan de Accademia Musicale Chigiana in Siena in september 1939, maar internationaal vooral pas na de Tweede Wereldoorlog, kreeg Vivaldi zijn huidige plaats als een historische topcomponist. De wetenschap der vivaldibiografie nam een hoge vlucht sinds de jaren 1960 en zijn 300ste verjaardag in 1978 droeg bij tot zijn popularisering.
Vandaag de dag worden ook zijn opera's langzamerhand herontdekt, zoals Dorilla in Tempe, Ottone in villa en Orlando furioso.
De Vlaamse Opera bracht in 2008 Villa Vivaldi, een herinterpretatie door Jan Van Outryve van de opera Orlando furioso. Nationale Opera en Ballet in Nederland vertolkte in 2019 het oratorium Juditha Triumphans.

## Anekdotes
Hoewel Vivaldi priester was, wordt hij verondersteld vele liefdesaffaires gehad te hebben, onder meer met de zangeres Anna Giraud. Met haar werd hij ervan verdacht plagiaat gepleegd te hebben ten aanzien van enkele oude Venetiaanse opera's die hij een beetje aanpaste aan haar stem. Dit bracht hem in conflict met Benedetto Marcello, die een pamflet tegen Vivaldi schreef.
Volgens Grégoire Orloff zou Vivaldi zich ooit tijdens het opdragen van de mis even teruggetrokken hebben in de sacristie om een fugasubject dat hem obsedeerde, uit te schrijven.

## Enkele belangrijke werken
- Le Quattro Stagioni (de vier jaargetijden)
- L'estro armonico
- Gloria in D groot (RV 589)
- Concerto in A klein
- Stabat Mater
- Concerto "Il Rosignuolo"

## Verfilmingen
Diverse films gaan over het leven van Vivaldi:
- 1986: Vivaldi van Richard Bocking met Corey Cervosek (Vivaldi als kind) en Steven Staryk (volwassen Vivaldi)
- 2006: Antonio Vivaldi, un prince à Venise, Frans-Italiaanse coproductie van Jean-Louis Guillermou met Stefano Dionisi
- 2009: Vivaldi van Boris Damast met Joseph Fiennes